# 天平神護
天平神護（てんぴょうじんご、正字体：天平󠄁神󠄀護）は、日本の元号の一つ。天平宝字の後、神護景雲の前。765年から767年までの期間を指す。この時代の天皇は称徳天皇。

## 改元
- 天平宝字9年1月7日（ユリウス暦765年2月1日）：改元。
- 天平神護3年8月16日（ユリウス暦767年9月13日）：神護景雲に改元。

## 由来
藤原仲麻呂の乱（恵美押勝の乱）を神霊の護りによって平定したことによる。

## 天平神護年間の出来事
- 元年（765年）
  - 和気王ら謀反の疑いで誅殺される。
  - 神功開宝を鋳造する。
  - 道鏡、太政大臣禅師となる。
- 2年（766年）
  - 道鏡、法王となる。

### 死去
- 元年
  - 10月23日 - 淡路廃帝 （淳仁天皇）

## 西暦との対照表
※は小の月を示す。
| 天平神護元年（乙巳） | 一月※    | 二月  | 三月 | 四月※ | 五月 | 六月  | 七月※ | 八月 | 九月※ | 十月  | 閏十月※ | 十一月※ | 十二月   |
| -------------------- | -------- | ----- | ---- | ----- | ---- | ----- | ----- | ---- | ----- | ----- | ------- | ------- | -------- |
| ユリウス暦           | 765/1/26 | 2/24  | 3/26 | 4/25  | 5/24 | 6/23  | 7/23  | 8/21 | 9/20  | 10/19 | 11/18   | 12/17   | 766/1/15 |
| 天平神護二年（丙午） | 一月※    | 二月  | 三月 | 四月※ | 五月 | 六月※ | 七月  | 八月 | 九月※ | 十月  | 十一月※ | 十二月  |          |
| ユリウス暦           | 766/2/14 | 3/15  | 4/14 | 5/14  | 6/12 | 7/12  | 8/10  | 9/9  | 10/9  | 11/7  | 12/7    | 767/1/5 |          |
| 天平神護三年（丁未） | 一月※    | 二月※ | 三月 | 四月※ | 五月 | 六月※ | 七月  | 八月 | 九月※ | 十月  | 十一月  | 十二月※ |          |
| ユリウス暦           | 767/2/4  | 3/5   | 4/3  | 5/3   | 6/1  | 7/1   | 7/30  | 8/29 | 9/28  | 10/27 | 11/26   | 12/26   |          |